# Gérard Fauré

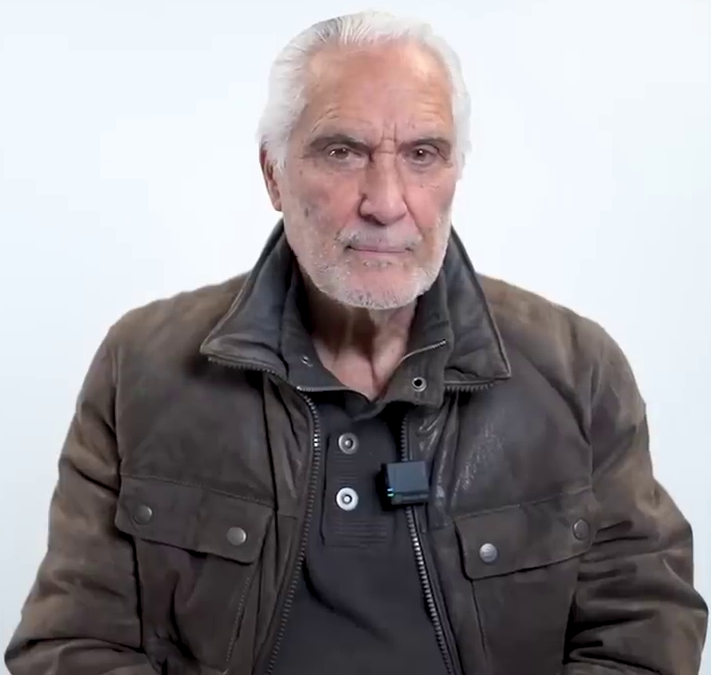
Gérard Fauré en interview en 2023

Gérard Fauré (Fez, Protectorado francés de Marruecos, 1946) es un ensayista francés, presentándose como un exnarcotraficante y ladrón de bancos. Es autor de varios libros controvertidos que pretenden revelar el lado oculto de varias figuras públicas en Francia y Europa.

## Biografía
Gérard Fauré nació en 1946 en Fez, Marruecos, hijo de una madre de origen bereber y un padre que trabajaba como médico en el ejército francés. Nacido en el Protectorado francés en Marruecos (1907-1956), Fauré tiene la ciudadanía francesa.
En 1999, Fauré fue detee arresto, estaba armado con una pistola de 9 milímetros y un cuchillo.
Desde 2016 ha publicado varios libros que revelan los supuestos secretos y el lado oculto de determinados personajes de la política y el mundo del espectáculo con los que asegura haber estado involucrado como narcotraficante. Los cargos que denuncia en sus publicaciones son el uso desenfrenado de drogas recreativas, principalmente dosis masivas de cocaína, abuso sexual, violaciones, incluida la pedofilia, abuso de menores, trata de niños, homicidios y asesinatos.

## Obras
- Fauré, Gérard y Laurent Still (2016). Fatale confiance: La vérité sur la mort de Mohammed V (en francés). Kindle Edition.
- Fauré, Gérard y Ange Peltereau (2018). Dealer du Tout-Paris: Le fournisseur des stars parle (en francés) 1. París: Nouveau Monde Éditions. ISBN 978-2369427285. OCLC 1078356460.
- Fauré, Gérard (2020). Le Prince de la coke: Dealer du Tout-Paris... la suite (en francés) 2. París: Nouveau monde. ISBN 978-2380940381.